# Swiss Super League (2016/2017)
Swiss Super League 2016/2017 (oficjalnie znana jako Raiffeisen Super League ze względów sponsorskich) – 120. edycja najwyższej klasy rozgrywkowej piłki nożnej w Szwajcarii. Brało w niej udział 10 drużyn, które w okresie od 23 lipca 2016 do 2 czerwca 2017 rozegrały 36 kolejek meczów. Ósmy tytuł z rzędu, a 20. w swojej historii zdobył FC Basel.

## Drużyny
| Uczestnicy poprzedniej edycji                                                                                 | Uczestnicy poprzedniej edycji | Uczestnicy poprzedniej edycji | Uczestnicy poprzedniej edycji |
| --- | ----------------------------- | ----------------------------- | ----------------------------- |
| BAS | FC Basel                      | 1                             |                               |
| YBO | BSC Young Boys                | 2                             |                               |
| LUZ | FC Luzern                     | 3                             |                               |
| GRA | Grasshopper Club Zurych       | 4                             |                               |
| SIO | FC Sion                       | 5                             |                               |
| THU | FC Thun                       | 6                             |                               |
| GAL | FC Sankt Gallen               | 7                             |                               |
| FCV | FC Vaduz                      | 8                             |                               |
| LUG | FC Lugano                     | 9                             |                               |
| Awans z Challenge League 2015/2016                                                                            |                               |                               |                               |
| LAU | FC Lausanne-Sport             | 1                             |                               |
| Oznaczenia: - kolumna pierwsza – skróty nazw drużyn, - kolumna trzecia – miejsce zajęte w poprzednim sezonie. |                               |                               |                               |

## Tabela
| Lp. | Drużyna        | M  | Z  | R  | P  | B+ | B- | +/– | Pkt | Kwalifikacja lub spadek                                                    |
| --- | -------------- | -- | -- | -- | -- | -- | -- | --- | --- | -------------------------------------------------------------------------- |
| 1   | Basel (M, P)   | 36 | 26 | 8  | 2  | 92 | 35 | +57 | 86  | Liga Mistrzów UEFA • Faza grupowa                                          |
| 2   | Young Boys     | 36 | 20 | 9  | 7  | 72 | 44 | +28 | 69  | Liga Mistrzów UEFA • III runda kwalifikacyjna                              |
| 3   | Lugano         | 36 | 15 | 8  | 13 | 52 | 61 | −9  | 53  | Liga Europy UEFA • Faza grupowa                                            |
| 4   | Sion           | 36 | 15 | 6  | 15 | 60 | 55 | +5  | 51  | Liga Europy UEFA • III runda kwalifikacyjna                                |
| 5   | Luzern         | 36 | 14 | 8  | 14 | 62 | 66 | −4  | 50  | Liga Europy UEFA • II runda kwalifikacyjna                                 |
| 6   | Thun           | 36 | 11 | 12 | 13 | 58 | 63 | −5  | 45  |                                                                            |
| 7   | Sankt Gallen   | 36 | 11 | 8  | 17 | 43 | 57 | −14 | 41  |                                                                            |
| 8   | Grasshopper    | 36 | 10 | 8  | 18 | 47 | 61 | −14 | 38  |                                                                            |
| 9   | Lausanne-Sport | 36 | 9  | 8  | 19 | 51 | 62 | −11 | 35  |                                                                            |
| 10  | Vaduz (S)      | 36 | 7  | 9  | 20 | 45 | 78 | −33 | 30  | Spadek do Swiss Challenge League Liga Europy UEFA • I runda kwalifikacyjna |

1. ↑  Vaduz zakwalifikował się do pierwszej rundy kwalifikacyjnej Ligi Europy UEFA wygrywając Puchar Liechtensteinu.

## Wyniki
| Gospodarz \ Gość | BAS | GRA | LAU | LUG | LUZ | GAL | SIO | THU | FCV | YBO | BAS | GRA | LAU | LUG | LUZ | GAL | SIO | THU | FCV | YBO |
| ---------------- | --- | --- | --- | --- | --- | --- | --- | --- | --- | --- | --- | --- | --- | --- | --- | --- | --- | --- | --- | --- |
| Basel            |     | 3–1 | 2–1 | 4–1 | 3–0 | 1–0 | 3–0 | 1–1 | 6–0 | 3–0 |     | 1–0 | 4–3 | 4–0 | 3–1 | 4–1 | 2–2 | 3–3 | 2–2 | 1–1 |
| Grasshopper      | 0–2 |     | 2–0 | 0–0 | 3–2 | 2–2 | 2–1 | 1–1 | 2–1 | 4–1 | 1–3 |     | 1–1 | 0–1 | 4–1 | 3–1 | 0–1 | 0–1 | 1–2 | 2–3 |
| Lausanne-Sport   | 1–2 | 1–2 |     | 4–1 | 2–3 | 1–0 | 0–2 | 4–4 | 5–0 | 1–2 | 0–4 | 0–0 |     | 1–2 | 4–4 | 0–1 | 0–1 | 0–0 | 1–3 | 0–0 |
| Lugano           | 2–2 | 2–0 | 1–1 |     | 1–2 | 2–3 | 3–1 | 1–1 | 0–2 | 0–0 | 2–2 | 3–0 | 2–1 |     | 0–1 | 3–2 | 4–2 | 2–1 | 2–1 | 0–2 |
| Luzern           | 2–3 | 4–3 | 1–3 | 2–1 |     | 3–0 | 2–2 | 3–0 | 3–0 | 2–2 | 1–2 | 1–1 | 0–3 | 0–2 |     | 2–0 | 0–0 | 1–1 | 2–2 | 4–1 |
| Sankt Gallen     | 1–3 | 2–1 | 2–0 | 0–2 | 3–0 |     | 2–1 | 0–0 | 0–2 | 0–2 | 0–3 | 4–1 | 2–1 | 0–1 | 1–1 |     | 1–1 | 1–2 | 2–0 | 0–2 |
| Sion             | 1–2 | 4–2 | 1–3 | 5–1 | 3–1 | 2–1 |     | 1–0 | 3–1 | 0–0 | 0–1 | 1–1 | 0–1 | 2–0 | 2–3 | 1–2 |     | 2–1 | 4–2 | 0–1 |
| Thun             | 0–3 | 2–1 | 1–0 | 2–2 | 1–2 | 1–2 | 2–3 |     | 1–1 | 2–3 | 0–2 | 3–1 | 2–4 | 5–2 | 3–1 | 2–2 | 2–1 |     | 4–3 | 0–0 |
| Vaduz            | 1–5 | 0–0 | 1–1 | 5–1 | 1–3 | 2–0 | 2–5 | 2–3 |     | 0–0 | 1–1 | 2–4 | 0–1 | 1–1 | 0–2 | 1–1 | 0–1 | 1–3 |     | 1–0 |
| Young Boys       | 3–1 | 4–0 | 7–2 | 1–2 | 2–1 | 2–2 | 4–3 | 4–1 | 5–0 |     | 2–1 | 0–1 | 2–0 | 1–2 | 4–1 | 2–2 | 3–1 | 3–2 | 3–2 |     |

## Najlepsi strzelcy
20 bramek
- Seydou Doumbia (Basel)

18 bramek
- Guillaume Hoarau (Young Boys)

16 bramek
- Ezǵan Alioski (Lugano)

15 bramek
- Dejan Sorgić(inne języki) (Thun)
- Chadrac Akolo (Sion)

14 bramek
- Marco Schneuwly(inne języki) (Luzern)
- Caio Alves (Grasshopper)

13 bramek
- Marc Janko (Basel)

Źródło: sfl.ch, transfermarkt

## Stadiony
| Basel          |
| St. Jakob-Park |
| 38 512         |
|                |

| Grasshopper        |
| Letzigrund Stadion |
| 23 605             |
|                    |

| Lausanne-Sport                 |
| Stade Olympique de la Pontaise |
| 15 850                         |
|                                |

| Lugano           |
| Stadio Cornaredo |
| 14 873           |
|                  |

| Luzern        |
| Swissporarena |
| 17 500        |
|               |

| Sankt Gallen |
| Kybunpark    |
| 19 694       |
|              |

| Sion             |
| Stade Tourbillon |
| 16 500           |
|                  |

| Thun       |
| Arena Thun |
| 10 000     |
|            |

| Vaduz             |
| Rheinpark Stadion |
| 7 584             |
|                   |

| Young Boys               |
| Stade de Suisse Wankdorf |
| 31 783                   |
|                          |